# إيلا كلارك
إيلا كلارك (بالإنجليزية: Ella Clark)‏ (8 فبراير 1992 بلندن في المملكة المتحدة - ) هي لاعبة كرة سلة بريطانية في مركز هجوم صغير الجسم، شاركت في بطولة كرة السلة الأوروبية للسيدات 2015 ‏ وبطولة كرة السلة الأوروبية للسيدات 2013 ‏. ولعبت مع CD Zamarat ‏.

## وصلات خارجية
- إيلا كلارك على موقع الاتحاد الدولي لكرة السلة (الإنجليزية)
- إيلا كلارك على موقع كرة السلة الأوروبية.كوم (الإنجليزية)
- إيلا كلارك على موقع كلية كرة السلة في سبورتس رفرنس.كوم (الإنجليزية)